# Precaria
La precaria (al plurale precariae) o precario (in latino precarium, al plurale precaria, da precare, 'pregare') è una forma di proprietà fondiaria in cui un richiedente (beneficiario) riceve una proprietà per un determinato periodo di tempo senza alcun passaggio di proprietà. Il precarium è quindi una donazione gratuita fatta su richiesta (o precarius, da cui "preghiera") può essere revocato. Il concedente può reclamare il terreno e sfrattare l'assegnatario in qualsiasi momento, e il possesso del terreno da parte dell'assegnatario è detto precarious (si usa anche la forma aggettivale e in italiano "precario"). Il precarium sorse nel tardo Impero Romano. Nel Medioevo divenne una finzione giuridica e le due parti di solito firmavano un contratto che specificava l'affitto o i servizi dovuti dal richiedente. Alcuni precari divennero infine feudi ereditari. Nel periodo merovingio divenne comune la forma femminile (in singolare precaria) ma nell'VIII secolo il termine beneficium iniziò a sostituire precarium, sebbene le istituzioni fossero praticamente identiche.

## Uso ecclesiastico
Il precarium è discusso nei testi giuridici di Giustiniano e sembra essere esistito nella Spagna e nella Francia visigota del VI secolo.
Nel feudalesimo, l'uso delle terre ecclesiastiche per sostenere i guerrieri contribuì alla crescita della precaria nell'VIII secolo nell'Europa cattolica. Gli storici moderni hanno talvolta chiamato queste terre feudi; tuttavia, nella misura in cui erano proprietà della chiesa e non del signore o del re - sebbene questa fosse una distinzione flessibile nel IX e X secolo - non erano feudi. La distinzione era tra il diritto di proprietà alla maniera ecclesiastica (jure proprio et more ecclesiastico), che rimaneva alla Chiesa, e il diritto di beneficio e usufrutto (jure beneficiario et usufructuario), che veniva ceduto.
Il signore o il re spesso pagava annualmente un affitto fisso alla chiesa o al monastero per la terra. Questo era di solito espresso come una proporzione del reddito generato dalla proprietà, tipicamente un "nono e decimo" (nona et decima), cioè un decimo del prodotto originale e poi un nono di ciò che restava, l'equivalente di un quinto del totale originale. Il vassallo o cavaliere che utilizzava la terra non la possedeva a titolo definitivo, ma durante il la concessione del signore godeva di tutti i profitti e i vantaggi della terra e dei suoi edifici, normalmente destinati a fornire i mezzi di sostentamento necessari per lui e il suo seguito.
Se la chiesa non disponeva di fondi sufficienti per rimanere fuori dalla povertà, l'intera terra sotto precaria poteva essere restituita alla chiesa. La precaria non si riferisce solo al contratto, ma anche al terreno oggetto del contratto, il beneficio (sebbene il termine beneficio sia usato anche per descrivere circostanze simili ma non religiose).